# Syma megarhyncha
Syma megarhyncha là danh pháp khoa học của loài chim thuộc phân họ Sả (Halcyoninae) trong họ Bồng chanh (Alcedinidae). Con đực trưởng thành dài 21–24 cm (8,3–9,4 in), có đầu và phần dưới màu hung, phần trên màu xanh lục, đuôi màu xanh lam đậm và lông bay màu đen. Chúng cũng có các mảng cổ và mảng giữa mắt và mỏ sẫm màu. Con cái có đỉnh đầu và các mảng cổ trên gáy sẫm màu. Chúng có hình thái giống Syma torotoro, nhưng có thể được phân biệt với kích thước lớn hơn và mỏ lớn hơn, đồng thời có một đường gờ sẫm màu dọc theo sống mỏ của chim.
Đây là loài đặc hữu của New Guinea. Chúng được tìm thấy ở hầu hết vùng Cao nguyên New Guinea, ngoại trừ Bán đảo Đầu Chim. Môi trường sống tự nhiên của loài là rừng đất thấp nhiệt đới ẩm và cận nhiệt đới và rừng trên núi nhiệt đới ẩm hoặc cận nhiệt đới. Chúng được tìm thấy ở độ cao 1.200–2.400 m (3.900–7.900 ft), mặc dù chúng cũng được báo cáo ở độ cao thấp tới 700 m (2.300 ft). Syma megarhyncha ăn thằn lằn nhỏ, ấu trùng và côn trùng. Chúng đẻ trứng vào tháng 12 và đẻ hai con mỗi lứa. Liên minh Bảo tồn Thiên nhiên Quốc tế (IUCN) phân loại loài này là loài ít quan tâm.

## Phân loại và hệ thống học
Syma megarhycha được Tommaso Salvadori mô tả vào năm 1896, trên cơ sở các mẫu vật được thu thập năm 1893 tại Moroka, New Guinea. Tên chi Syma là tên của một nữ thần biển trong thần thoại Hy Lạp. Tên loài bắt nguồn từ các từ Hy Lạp megas (lớn) và rhunkhos (mỏ). "Mountain kingfisher" là tên thông thường chính thức do Liên minh Điểu học Quốc tế (IOC) chỉ định. Trong tiếng Anh, các tên thông thường khác của loài gồm "greater yellow-billed kingfisher" và "mountain yellow-billed kingfisher".
Đây là một trong hai loài thuộc chi Syma, cùng với Syma torotoro. Hai loài này có quan hệ họ hàng gần gũi và trước đây được coi là cùng một loài. Con lai giữa hai loài cũng được ghi nhận.

### Phân loài
Syma megarhycha có hai phân loài được công nhận:
- S. m. megarhyncha (Salvadori, 1896): Phân loài đại diện. Chúng được tìm thấy ở tây, trung và đông bắc New Guinea. Các quần thể ở tây New Guinea, dãy Sudirman và dãy núi Weyland đôi khi được tách ra thành S. m. wellsi, trên cơ sở khác biệt nhỏ về thân và kích thước mỏ.[7][8][9]
- S. m. sellamontis (Reichenow, 1919): Được tìm thấy ở vùng núi của bán đảo Huon ở đông bắc New Guinea. Ban đầu chúng được mô tả là một loài riêng biệt vào năm 1919, trên cơ sở khác biệt về màu sắc của sống mỏ.[10] Chim có mỏ màu vàng hoàn toàn so với phân loài đại diện, và có đường gờ sẫm màu dọc theo sống mỏ. Chúng cũng có kích thước nhỏ hơn.[7][9]

Vì hai phân loài này khó được xác định rõ ràng nên một số nhà khoa học đã cân nhắc việc gộp cả hai lại, và khi đó loài này trở thành loài đơn ngành.

## Miêu tả
Đây là một loài chim bói cá nhỏ, với con đực nặng 52–60 g (1,8–2,1 oz) và con cái nặng 49–63 g (1,7–2,2 oz). Con trưởng thành dài khoảng 21–24 cm (8,3–9,4 in). Con đực có đầu và phần dưới màu hung, phần trên màu xanh lục. Các mảng ở vùng giữa mắt và mỏ và vùng gáy màu đen. Đuôi có màu xanh đậm và có lông cánh màu đen với các cạnh và chóp lông màu xanh lam. Con cái có đỉnh đầu màu đen và phần dưới nhạt màu hơn. Các mảng cổ được nối liền tạo thành một mảng ngang sau gáy của con cái. Mỏ có màu vàng tươi với một đường gờ sẫm màu dọc theo sống mỏ. Mống mắt có màu nâu sẫm, bàn chân và cẳng chân có màu vàng xỉn. Con non có mỏ màu xám đen và lông che tai có đốm đen. Chúng cũng có vùng đen lớn hơn xung quanh mắt và có má, ngực sẫm màu. S. torotoro có hình thái tương tự với S. megarhycha, nhưng lại có mỏ lớn hơn, vàng hoàn toàn và được tìm thấy ở độ cao thấp hơn S. megarhycha.

### Tiếng hót
Chúng thường phát ra âm thanh từ tán cây và giữa các cuộc giao tiếp với nhau. Tiếng hót là một âm thanh réo rắt dạng huýt sáo to, thường bao gồm 3–4 âm rung giảm dần được phân tách bằng các khoảng dừng. Tiếng kêu kết thúc bằng một nốt đặc biệt với cao độ giảm, tăng và giảm. Những âm thanh ban đầu tương tự như tiếng hót của Cacomantis castaneiventris, nhưng dài hơn và phong phú hơn, và đồng thời tiếng hót của bên chim cu cu có âm vực cao hơn nhiều. Tiếng hót cũng tương tự với tiếng của S. torotoro, nhưng trầm hơn.

## Phân bố và môi trường sống
Syma megarhycha là loài đặc hữu của đảo New Guinea, và được tìm thấy ở cả Tây New Guinea và Papua New Guinea. Loài này phổ biến ở hầu hết Cao nguyên New Guinea, ngoại trừ Bán đảo Đầu Chim. Các báo cáo về loài này ở dãy núi Adelbert và dãy núi Foja chưa được xác nhận. Loài này chủ yếu xuất hiện ở độ cao 1.200–2.400 m (3.900–7.900 ft), mặc dù chúng cũng được báo cáo ở độ cao thấp tới 700 m (2.300 ft). Ở độ cao thấp hơn nữa, loài này được thay thế bằng Syma torotoro. Syma megarhycha chủ yếu sinh sống ở rừng nguyên sinh và rừng thứ sinh trong phạm vi của chúng.

## Hành vi và sinh thái học
Syma megarhycha ăn thằn lằn nhỏ, ấu trùng và côn trùng. Chim kiếm ăn bằng cách đậu ở tán cây giữa và trên trong thời gian dài trước khi phóng xuống để bắt con mồi. Tổ được đào ở bờ sông và làm bằng đất và gỗ khô. Ở Papua New Guinea, chim đẻ trứng vào tháng 12 và đẻ từng lứa hai quả trứng màu trắng.

## Tình trạng
Tổng số cá thể Syma megarhyncha vẫn chưa được xác định. Tuy nhiên, do có phạm vi phân bố tương đối rộng và quần thể ổn định nên Liên minh Bảo tồn Thiên nhiên Quốc tế (IUCN) phân loại loài này là loài ít quan tâm. Mặc dù là loài khá phổ biến ở địa phương, nhưng nó thuộc dạng hiếm trên toàn bộ đảo New Guinea.